# Артельное (Купянский район)
Артельное (укр. Артільне) — село в Ольховатской сельской общине Купянского района Харьковской области Украины.
Код КОАТУУ — 6321484503. Население по переписи 2001 г. составляет 55 (24/31 м/ж) человек.

## Географическое положение
Село Артельное находится на границе с Россией, возле балки Утиная, в 2-х км от истоков реки Козинка, рядом небольшой лесной массив урочище Круглое (дуб), в 3-х км от сёл Березники и Шевяковка.
По селу протекает пересыхающий ручей.

## История
- 1650 — дата основания.
- На карте Слободско-Украинской губернии 1800 года Артельного нет.[1]
- До 17 июля 2020 года село входило в Рубленский сельский совет, Великобурлукский район, Харьковская область.

## Экономика
- В селе есть молочно-товарная ферма.
- Сельскохозяйственное ООО «Агрофирма „Артельное“».

## Объекты социальной сферы
- Артельная общеобразовательная школа I—III ступеней.